# Antigua och Barbuda i olympiska spelen
Antigua och Barbuda deltog första gången vid olympiska sommarspelen 1976 i Montréal och har sedan dess varit med vid varje olympiskt sommarspel förutom vid spelen 1980 i Moskva som de bojkottade. De har aldrig deltagit vid de olympiska vinterspelen. Antigua och Barbuda har aldrig vunnit någon medalj.

## Medaljer
| Guld | Silver | Brons | Totalt antal medaljer |
| ---- | ------ | ----- | --------------------- |
| 0    | 0      | 0     | 0                     |

### Medaljer efter sommarspel
| Spel             | Guld        | Silver      | Brons       | Totalt      |
| Montreal 1976    | 0           | 0           | 0           | 0           |
| Moskva 1980      | Deltog inte | Deltog inte | Deltog inte | Deltog inte |
| Los Angeles 1984 | 0           | 0           | 0           | 0           |
| Seoul 1988       | 0           | 0           | 0           | 0           |
| Barcelona 1992   | 0           | 0           | 0           | 0           |
| Atlanta 1996     | 0           | 0           | 0           | 0           |
| Sydney 2000      | 0           | 0           | 0           | 0           |
| Aten 2004        | 0           | 0           | 0           | 0           |
| Peking 2008      | 0           | 0           | 0           | 0           |
| London 2012      | 0           | 0           | 0           | 0           |
| Totalt           | 0           | 0           | 0           | 0           |